# Turkish-Airlines-Flug 452
Am 19. September 1976 verunglückte auf dem Turkish-Airlines-Flug 452 eine Boeing 727-200. Die Maschine flog ca. 95 km vom Zielflughafen Antalya entfernt nahe Isparta gegen den Berg Koçtepe. Der Unfall ereignete sich infolge eines Pilotenfehlers beim Landeanflug. Er ist bis heute (Stand 2025) der schwerste Flugunfall auf türkischem Boden.

## Flugzeug
Das Flugzeug wurde 1974 von Boeing an Turkish Airlines ausgeliefert. Der Erstflug fand am 11. November 1974 statt.

## Unfallhergang
Die Boeing 727 sollte einen Linienflug von Mailand (Italien) mit Zwischenstopp in Istanbul nach Antalya absolvieren. Um 22:45 Uhr Ortszeit (20:45 UTC) startete die Maschine in Istanbul zum Weiterflug nach Antalya. Der Inlandsflug wurde nicht nach Instrumentenflugregeln (IFR) durchgeführt, wie sonst zu dieser Zeit bereits in der Verkehrsluftfahrt üblich, sondern nach Sichtflugregeln (VFR). Die voraussichtliche Flugdauer von Istanbul nach Antalya betrug knapp eine Stunde.
Nach dem Passieren des 210 Kilometer nördlich von Antalya gelegenen Drehfunkfeuers (VOR) Afyon beantragten die Piloten eine Freigabe für einen Sinkflug aus der Reiseflughöhe von 7630 Meter (Flugfläche 250) auf 3960 Meter (Flugfläche 130).
Um 23:11 Uhr, etwa eine halbe Stunde vor der geplanten Landung, meldeten die Piloten dem Fluglotsen in Antalya, dass sie bereits die Lichter der Stadt Antalya mit ihrem 4000 Meter langen Boulevard sehen könnten und forderten von ihm die Freigabe für einen direkten Anflug auf die Landebahn 36 an. Der Fluglotse erteilte die Erlaubnis für eine 180-Grad-Kurve über der Stadt sowie die Freigabe anschließend in den Endanflug überzugehen.
Der Sinkflug wurde fortgesetzt, bis das Flugzeug in einer Höhe von etwa 1130 Meter (3700 Fuß) südlich des Stadtrandes von Isparta gegen den Berg Koçtepe flog. Die Unfallstelle liegt etwa 95 km nördlich des Zielflughafens.
Es scheint, dass die Piloten die Lichter einer Straße nördlich von Isparta mit denjenigen des Boulevards von Antalya verwechselt und ihre Position dadurch falsch eingeschätzt hatten.